# Jubilé (Selva Mágica)
Jubilé is een stalen achtbaan die sinds juli 2000 opereert in het Mexicaanse attractiepark Selva Mágica te Guadalajara. Het is een model Zyklon Z40 van de Italiaanse fabrikant Pinfari.

## Geschiedenis
De achtbaan werd in 1995 oorspronkelijk geopend op in het Belgische attractiepark Meli Park. Het heeft daar geopereerd totdat het park werd overgenomen door Studio 100 waarvan de Plopsa Group hier anno 2000 Plopsaland De Panne opende. Omwille van de beoogde doelgroep voor Plopsaland werd beslist dat de achtbaan Jubilé te extreem was voor de families met jonge kinderen en werd deze verkocht. De kopers waren de eigenaren van attractiepark Selva Mágica waar de achtbaan per juli 2000 werd geopend.

## Baandetails
De achtbaan heeft een lengte van 335 meter en een hoogte van 8 meter. De individuele karretjes van de achtbaan bieden elk plaats aan 4 passagiers die in 2 rijen van 2 plaatsnemen. De attractie behaald een maximale snelheid van 46 km/u.